# プラズマ工学
プラズマ工学（プラズマこうがく、英: plasma engineering）は、物理的にも化学的にも通常の気体とはまったく異なった性質を示すプラズマについて、その特徴や有用利用について研究を行う工学である。一般的には電気工学の一分野として扱われる。

## 概要
プラズマとは簡単に表すと、気体の状態で電気的にエネルギーを与えられた物質である。固体を加熱すると液体、気体となり、さらに加熱したり電流を流したりするとプラズマとなる。プラズマ中では解離、励起、電離が盛んに行われ、荷電粒子や反応しやすい状態の粒子が多数生成されている。また紫外線にも富んでいるため、通常の気体と比べて物理的にも化学的にもまったく異なった様々な性質を示す。それ故にプラズマは「物質の第4の状態」とも呼ばれている。
プラズマ工学とは、これらの性質を調べ、その有効利用について研究を行う工学である。身近な例に蛍光灯があり、放電管の両端にフィラメントを設けたり、適当な混合ガスを用いてプラズマを発生させ、その発光の性質を照明として利用している。また場合によってはプラズマの適切な消去法についても研究を行う。プラズマは蛍光灯や半導体集積回路の製造など多分野で活用されており、プラズマ工学の重要性はより高まるものと考えられている。

## 利用
気体中でアーク放電や高周波放電を行うと高温プラズマができるので、光源の他に熱源としても利用できる。

### 光源
照明用光源
現在用いられているランプのほとんどがプラズマの発光を利用している。
- 水銀蒸気放電ランプ

水銀は他の金属に比べて蒸気圧が高く、電離電圧も低いためランプに適しており、最も広く使われている。蛍光灯はこれに当たる。その他、蒸気圧を数気圧にして発光効率を上昇させた高圧水銀ランプ、ハロゲン化金属を用いて効率と演色性を向上させたメタル・ハライド・ランプ、がある。
- ナトリウム蒸気放電ランプ

管壁温度が260℃でNa蒸気量が4×10^-3torrの低圧ナトリウム放電プラズマの発光を利用したランプ。発光は黄橙色のナトリウムD線で煙霧中でも見やすく、発光効率が非常に高い。他に、動作時におけるナトリウムの蒸気量を30～100torrにした高圧ナトリウム・ランプがある。トンネルや道路の一部、ガソリンスタンドなどで用いられている。ネオンサインはアルゴンやキセノンをグロー放電でプラズマ状態にして使われている。
紫外線源
半導体デバイスなどの製造分野では、光のエネルギーを利用して加工する光励起プロセスが取り入れられており、このための強力な紫外線源としてプラズマが用いられている。
レーザ
誘導放出と呼ばれる現象を利用することで、レーザ光という位相が揃った単一周波数の光を作ることができる。広く用いられているヘリウムネオンレーザは、ヘリウムとネオンの混合気体中で放電を行い、レーザ光を発生させる。媒質によって原子レーザと分子レーザに大別され、他にエキシマレーザ、プラズマ・ダイナミック・レーザなどが存在する。
プラズマ・ディスプレイ
気体放電を利用した画像表示装置をプラズマ・ディスプレイという。多数の微少な放電セルをマトリクス状に配置し、必要な部分のセルを放電発光させて文字や図形を表示する。

### 熱源
アークプラズマ
アークは温度が2000～50000Kの熱プラズマで、多くの金属を溶解させることができ、熱効率も高い。また導入するガスによって種々の雰囲気中にもできるので制御の自由度も大きく、広く用いられている。代表的な例はアーク溶接で、他にアーク炉やアルゴンを用いたアルゴン・アーク溶接がある。

### 半導体プラズマ・プロセス
エレクトロニクスの分野で広く用いられている半導体集積回路の製造では、機能改善とコストの低減を目的とした高度な微細加工が要求されている。この分野にプラズマを用いることで、より精度の高い部品の加工を可能としている。

### 制御熱核融合反応
高温プラズマの塊である太陽を小型かつ安全に制御した状態で地球に作り、エネルギーを取り出して利用しようというもの。太陽の内部で生じている核融合反応が、膨大な熱と光を放射し続けているエネルギー源であると考えられている。この性質を用いて核融合発電が行われている。

### イオン源
一般的にはイオンビーム源がそう呼ばれている。使われるイオン源、エネルギー、電流値など、用途に応じて様々なものがある。大量のイオンビームを必要とする場合にはプラズマを生成し、その中からイオンのみを電気的に引き出すことが行われる。

### 推進器
推進剤にエネルギーを注ぎ込みプラズマ状態にし、種々の方法で高速に加速して推力を得る。エネルギー源に応じて電気推進機、レーザ推進機、原子力推進機、核融合推進機などがある。また、核融合を組み合わせ、ジェットとしてロケットなどにも応用されている。

### その他
その他にも、コロナ放電、テスラコイル、プラズマ切断、反応性イオンエッチング、プラズマCVD、誘導結合プラズマなどがある。